# 화촌중학교
화촌중학교(化村中學校)는 대한민국 강원특별자치도 홍천군 화촌면 내삼포리에 있는 공립 중학교이다.

## 학교 연혁
- 1954년 5월 10일 : 화촌중학교 설립인가(3학급)
- 1954년 9월 13일 : 개교
- 1956년 3월 10일 : 제1회 졸업식 거행(43명)
- 1977년 2월 24일 : 12학급 증설
- 2024년 1월 4일 : 제69회 졸업식(졸업생 7명, 누계 5,800명)
- 2024년 3월 4일 : 2024학년도 입학식
- 2024년 9월 1일 : 제26대 정태범 교장 부임

## 참고 자료
- 화촌중학교 - 한국교육학술정보원 학교알리미